# 가을 햇살
가을 햇살(秋日和,  Late Autumn)은 일본에서 제작된 오즈 야스지로 감독의 1960년 드라마 영화이다. 하라 세츠코 등이 주연으로 출연하였다.

## 출연

### 주연
- 하라 세츠코
- 츠카사 요코

### 조연
- 미카미 신니치로
- 미야케 쿠니코
- 나카무라 노부오
- 오카다 마리코
- 류 치슈
- 사부리 신
- 사다 케이지
- 사와무라 사다코

## 제작진
- 원작자: 사토미 톤